# Helene Haluschka
Helene Haluschka (auch: Hélène Haluschka, Hélène Haluschka-Grilliet, * 10. Dezember 1892 in Montbéliard (Doubs) als Hélène Grilliet; † 20. Dezember 1974 in Graz) war eine österreichische Schriftstellerin.

## Leben
Helene Haluschka war die Tochter eines französischen Anwalts. Nachdem sie in ihrer Heimat eine Ausbildung zur Lehrerin absolviert hatte, kam sie 1909 studienhalber nach Österreich, um dort ihre Deutschkenntnisse zu verbessern. In Graz lernte sie den Rechtsanwalt und Fotografen Hugo Haluschka kennen, den sie 1913 heiratete. 
Helene Haluschka veröffentlichte Romane, Erzählungen, Jugendbücher und Essays in deutscher Sprache; daneben übersetzte sie aus dem Französischen.

## Auszeichnungen
- 1932 Silbermedaille des Steirischen Kulturschutzbundes
- 1959 Peter-Rosegger-Preis

## Werke
- Der Pfarrer von Lamotte, München 1930
- Der Sohn zweier Väter, München 1932
- Fröhliches Wissen um Adam und Eva, Graz 1934
- Adam und Eva unter vier Augen, Graz 1935
- Allerlei Liebe, Paderborn 1935
- Das Liebeslied der Frau Marquise, München 1935
- Was sagen Sie zu unserem Evchen? München 1936
- Das große Ja, Graz [u. a.] 1937
- Eine Französin erlebt Großdeutschland, Graz [u. a.] 1938
- Noch guter Ton? Graz 1938 (Volltext des Buches)
- Im Schatten des Königs, München 1941
- Auf Brautschau, München 1946
- Liebe und Freundschaft, Wien 1948
- Lebenskunst, Wien 1949
- Verliebt – verlobt – verheiratet, Graz [u. a.] 1950
- Frauen werden nicht gefragt, Graz [u. a.] 1952
- Valentin Duvals Erfolg, Kaldenkirchen 1952
- Hans, Rhino und die Bräute, München 1955
- Meine Nichte Trudi, Donauwörth 1957
- Die Brücke, Leipzig 1960
- Sepp in Frankreich, Mödling b. Wien 1963
- Und die andern? Bern 1965

## Übersetzungen
- Henry Bordeaux: La brebis egarée [1953]. Deutsch Die Magd, Graz [u. a.] 1955
- François Mauriac: Les Anges noirs [1935]. Deutsch: Die schwarzen Engel, Graz [u. a.] 1936